# Плащоносна акула (рід)
Плащоносна акула (Chlamydoselachus) — рід акул родини Плащоносні акули ряду Багатозяброподібні. Має 13 видів, з яких 11 є вимерлими.

## Опис
Загальна довжина представників цього роду коливається від 1,2 до 2 м. Це одні найдавніших акул. За це їх називають живими викопними тваринами. Голова велика. Морда дуже коротка. Має 6 пар зябрових щілин, перші з яких поєднані між собою, утворюючи своєрідний комір. Рот розташовано не нижній стороні голови, як в інших акул, а на кінці морди. На кожній щелепі присутні 47-50 зубів з гакоподібними та гострими вершинами. Очі відносно великі, овальної форми. Мигальні перетинки відсутні. Тулуб стрункий. Шкіра має численні зморшки. Анальний плавець більше першого спинного плавця. Мають відкриту бічну лінію. Рецептори розташовані на шкірі в особливій канавці і не вкриті студнеподібною рідиною, як у решти риб.
Це яйцеживородний вид, з дуже невеликою плідністю: самка народжує 3-12 дитинчат. Виношування ембріонів продовжується довго, можливо, до двох років.

## Спосіб життя
Тримаються на глибинах від 120 до 1500 м. Воліють до піщаних ґрунтів. Вночі піднімаються вище до поверхні. Полюють, вистрибуючи на здобич на кшталт змій. Живляться рибою та головоногими молюсками, перш за все кальмарами.
Статева зрілість настає при розмірі 1 м. Це яйцеживородні акули. Самиці народжують до 15 дитинчат.

## Розповсюдження
Мешкають у помірних та теплих водах Атлантичного, Індійського та Тихого океанів.

## Види
- Chlamydoselachus africana Ebert & Compagno, 2009
- Chlamydoselachus anguineus Garman, 1884
- †Chlamydoselachus bracheri Pfeil, 1983
- †Chlamydoselachus fiedleri Pfeil, 1983
- †Chlamydoselachus garmani Welton, 1983
- †Chlamydoselachus goliath Antunes & Cappetta, 2002
- †Chlamydoselachus gracilis Antunes & Cappetta, 2002
- †Chlamydoselachus keyesi Mannering & Hiller, 2008
- †Chlamydoselachus landinii Carrillo-Briceño, Aguilera & Rodriguez, 2014
- †Chlamydoselachus lawleyi Davis, 1887
- †Chlamydoselachus tatere Consoli, 2008
- †Chlamydoselachus thomsoni Richter & Ward, 1990
- †Chlamydoselachus tobleri Leriche, 1929